# Geldbeutelwäsche

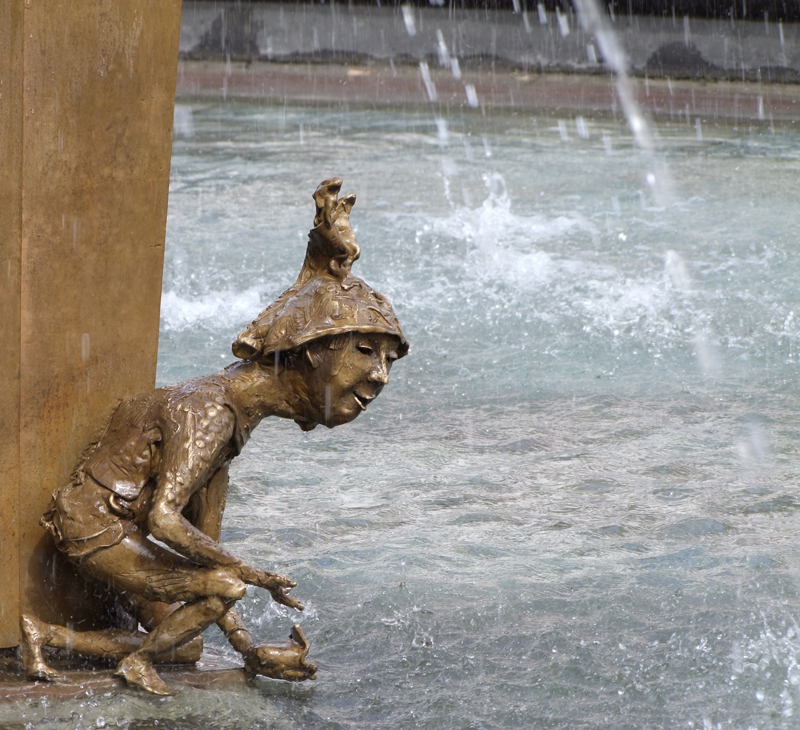
Die Figur des Geldbeutelwäschers am Mainzer Fastnachtsbrunnen

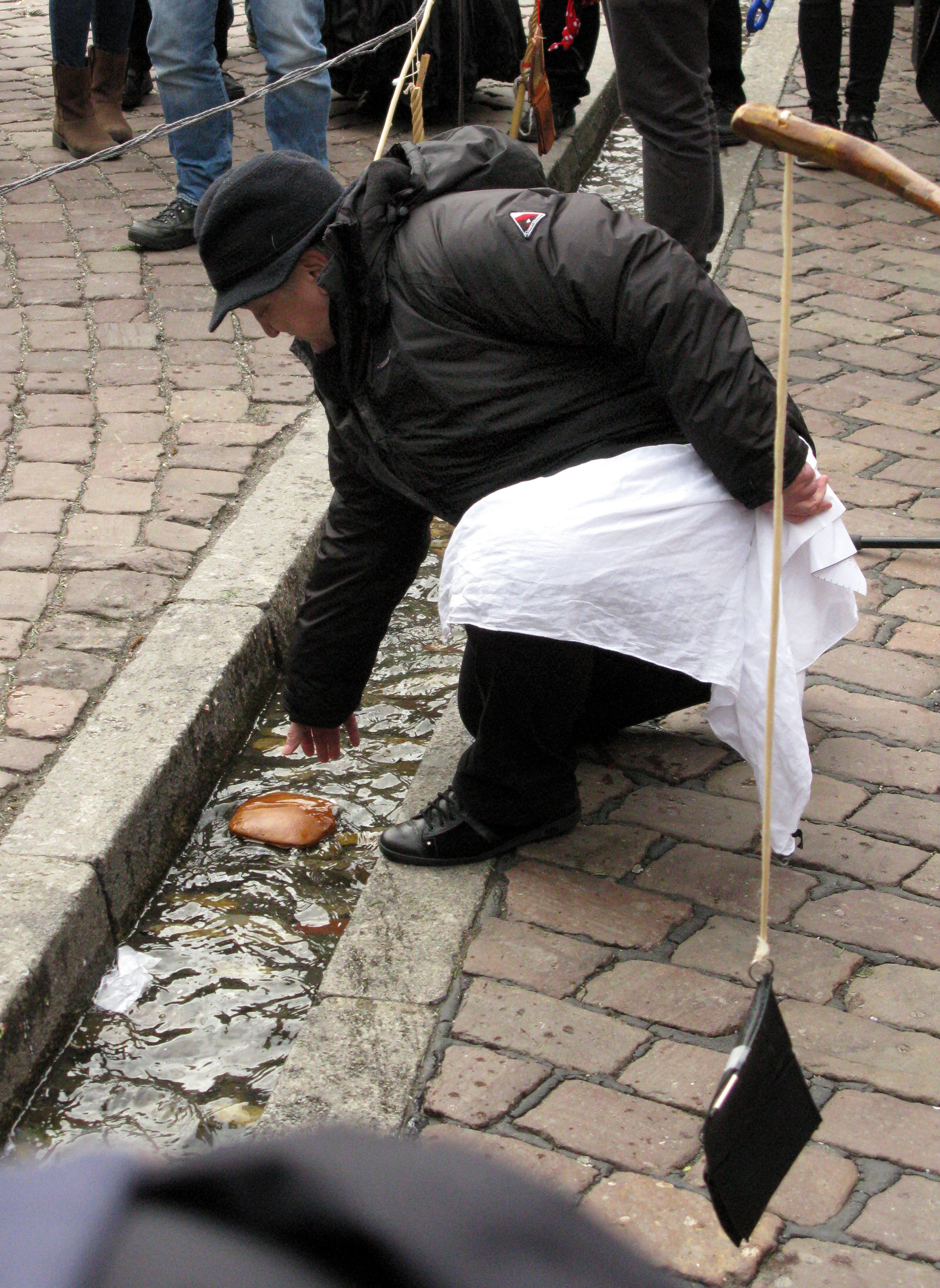
Geldbeutelwäsche im Freiburger Bächle

Geldbeutelwäsche (auch Geldbeitlwäsch) heißt hauptsächlich in der schwäbisch-alemannischen Fastnacht eine Veranstaltung, die jeweils am Aschermittwoch stattfindet.
Sie bildet bei den meisten Narrenzünften den Abschluss der laufenden Saison. Die Geldbeutel sind leer und die Gelegenheit wird genutzt, sie zu waschen und um – einem alten Glauben zufolge – neues Geld in die Beutel zu spülen. Die Teilnehmer sind meist schwarz gekleidet und vollziehen diesen Brauch voll Trauer mit lautem Geheule. 
Bekannt sind zum Beispiel folgende Geldbeutelwäschen:
- München. Seit den 1950er-Jahren[1] waschen Vertreter der Stadtspitze den Stadtsäckel im Fischbrunnen und folgen damit einem Brauch der „kleinen Leute“, der sich bis ins 15. Jahrhundert zurückverfolgen lassen soll.[2]
- Bonn, mit Prinz und Bonna am Rheinufer. Prinz und Bonna wurden am Vorabend, dem Abend des Veilchendienstags, ihre Insignien abgenommen, und kommen in Schwarz gekleidet.[3]
- Hannover, der Karneval in Hannover endet am Aschermittwoch mit der Portmoneewäsche am Maschsee.[4]
- Narrenzunft Furtwangen[5]
- Wolfacher Fasnet; seit 1865 bekannt[6]
- Karneval-Gesellschaft Narrlangia Rot-Weiss e. V.; seit 1967 in der Schwabach in Erlangen[7]
- Geldbeutelwäsche in den Freiburger Bächle[8]
- Bregenz, seit den 1920er Jahren in der Oberstadt (Altstadt) am Brunnen des Ehre-Guta-Platz[9]

Der Geldbeutelwäscher ist auch eine von über 200 Figuren am Mainzer Fastnachtsbrunnen.